# Styracaster armatus
Styracaster armatus är en sjöstjärneart som beskrevs av Percy Sladen 1883. Styracaster armatus ingår i släktet Styracaster och familjen Porcellanasteridae. Inga underarter finns listade i Catalogue of Life.